# Juan Fourquet
Juan Fourquet Muñoz (Madrid, 31 de marzo de 1807 - 21 de julio de 1865) fue un médico, anatomista y científico español activo en la segunda mitad del siglo XIX.

## Biografía
Hijo de padre francés y madre española, su familia había ejercido elevados cargos en Francia y se trasladó a España en los últimos días del reinado de Carlos IV. Estudió en el aristocrático Colegio de Caballeros Pajes y recibió la segunda enseñanza en el Colegio Imperial de la Compañía de Jesús o Reales Estudios de San Isidro. Obtuvo el grado de bachiller en filosofía en 1824, y ese mismo año inició estudios de medicina y cirugía el Colegio de San Carlos de Madrid, adquiriendo una gran afición por la anatomía. Por entonces comenzaron a manifestarse sus problemas oculares, que fueron derivando en ceguera. En julio de 1830 se graduó de médico-cirujano, y enseguida recibió el nombramiento de profesor agregado y director de trabajos anatómicos. Abrió consulta de urología e ideó un aparato para destruir cálculos, que presentó a la Academia.  Muy dedicado a las autopsias, "consiguió rectificar la mayor parte de las inserciones musculares, que eran tenidas por indiscutibles en los libros clásicos y que estaban plagados de errores". Se doctoró el diez de mayo de 1846 y el 26 de agosto de 1847 fue nombrado catedrático de anatomía del Colegio. En 1853 promovió y fundó el Museo iconográfico de la Facultad, en lo que fue apoyado por el rector Tomás Corral y Oña, el marqués de San Gregorio. En 1860 viajó por Europa para inspeccionar los principales gabinetes anatómicos. En 1861 ingresó en la Real Academia de Medicina, y ofreció a esta corporación presentar un instrumental nuevo para la práctica de la traqueotomía. El 7 de mayo de 1863 se le concedió la categoría de "profesor de ascenso". El 21 de julio de 1865 falleció víctima de una tuberculosis crónica pulmonar que padecía, a la edad de cincuenta y ocho años. Dispuso en su testamento ser enterrado sin nombre en la fosa común junto a los pobres y desheredados que morían en las clínicas. La ceremonia fue descrita por el historiador de la medicina José Álvarez-Sierra.
Su gran volumen de trabajo fue recopilado por su discípulo Julián Calleja y Sánchez, en Tratado de anatomía (1869-77), en cuatro tomos. Como científico, destacan sus aportaciones originales de la cuadrícula topográfica y su clasificación de las articulaciones. También fue de los primeros en España en investigar con microscopio. En 1856 editó una monografía micrográfica de la pieza quirúrgica de un tumor de mama, junto con su epígono Rafael Martínez Molina. Asimismo, editó un estudio sobre la "bocina de cordón", un estetoscopio que inventó. Tiene calle dedicada en Madrid.

## Obras
- Con Mariano Delgrás, Manuel Codorniú, Diego de Argumosa et al., “Proyecto de estatutos para la Sociedad Médica General de Socorros Mutuos”, en Boletín de Medicina, Cirugía y Farmacia, n.º 1, t. I (1834), págs. 490-495
- Anatomía de segundo año, 1852 a 1853, copia de las explicaciones del catedrático de la asignatura Juan Fourquet en el curso de 1852 a 1853 por el discípulo de segundo año de Medicina, Pedro Gómez Valladares, Madrid, 1852-1853 (ms. en Biblioteca Histórica de la Universidad Complutense de Madrid, BH MSS 979)
- Con Rafael Martínez Molina, “Quiste canceroso de la mama izquierda”, en El Siglo Médico (ESM), 3 (1856), pág. 163
- “Extirpación de un gran tumor adenítico situado en la parte lateral del cuello”, en ESM, 5 (1858), págs. 195-197
- Escritos inéditos en Julián Calleja Sánchez, Tratado de Anatomía Humana, adicionado con las obras inéditas del eminente anatómico español, Dr. D. Juan Fourquet Muñoz, catedrático de Anatomía que fue de la Universidad de Madrid, Valladolid, Imprenta y Librería Nacional y Extranjera de Hijos de Rodríguez, Libreros de la Universidad y del Instituto, 1869, 4 vols.